# Xanthorhoe trientata
Xanthorhoe trientata là một loài bướm đêm trong họ Geometridae.